# Ștefan-Petru Dalca
Ștefan-Petru Dalca (n. 11 septembrie 1969) este un deputat român, ales în 2012.